# Eke Károly
Eke Károly (Csongrád, 1932. november 8. – Budapest, 2003. január 6.) magyar jogász, orvos, pszichológus, újságíró, szerkesztő, politikus, 1985 és 1994 között országgyűlési képviselő (független, majd KDNP).

## Élete
Eke Károly 1932-ben született Csongrádon, munkáscsaládban. Általános iskolai és középiskolai tanulmányait szülővárosában végezte, majd az ELTE Állam-és Jogtudományi karának hallgatója lett, ahol 1959-ben szerzett doktorátust. 1967-ben a Budapesti Orvostudományi Egyetemen általános orvosi diplomát, 1973-ban pedig az ELTE Bölcsészettudományi Karán klinikai pszichológusi oklevelet szerzett.
Már egyetemi hallgatóként is dolgozott a Magyar Rádiónál, ahol 1967-ben a tudományos szerkesztőség munkatársa, majd 1989-ben vezető szerkesztője, illetve főmunkatársa lett. Számos tudományos és ismeretterjesztő műsor készítésében vett részt, tizennégy könyv szerzője. Az 1956-os forradalmat követően egy évet töltött börtönben.
Az 1985-ös országgyűlési választáson pártonkívüli, független jelöltként Csongrád megye 10. számú, Csongrád központú választókerületéből szerzett mandátumot, az Országgyűlésben a szociális és egészségügyi bizottság, a társadalombiztosítási bizottság, illetve a tudománypolitikai és műszaki fejlesztési bizottság tagja volt, valamint 1989 júniusában a független képviselők képviselőcsoportjának frakcióvezetője lett.
Az 1990-es országgyűlési választáson ismét függetlenként jutott a parlamentbe Csongrád megye 4. számú választókerületéből, az Országgyűlésben a szociális, családvédelmi és egészségügyi bizottság tagja volt. 1993 júliusában csatlakozott a Kereszténydemokrata Néppárt frakciójához, és a pártba is belépett. Az 1994-es országgyűlési választáson nem szerzett mandátumot. Az első Orbán-kormány idején, 2001-től 2002-ig az Egészségügyi Minisztérium sajtóosztályát vezette. 2003 januárjában hunyt el Budapesten, Szentesen nyugszik.

## Díjai, elismerései
- Pro Urbe Csongrád (1982)
- Pro Urbe Aranyérem (Budapest, 1984)
- Akadémiai Újságírói Díj (1987)
- Hevesi Endre-díj (1988)
- Magyar Orvosi Kamara Médiadíja (1999)